# Zdeněk Lukáš
Zdeněk Lukáš (født 21. august 1928 i Prag, Tjekkiet - død 13. juli 2007) var en tjekkisk komponist, dirigent og lærer.
Lukáš arbejdede oprindelig på den Tjekkiske Radio, men fik interesse for komposition, og efter autodidakte studier, tog han undervisning privat hos Miloslav Kabeláč, som også blev hans inspirationskilde.
Lukáš har skrevet over 330 værker i alle genrer, som f.eks. 8 symfonier, orkesterværker, koncertmusik, korværker, kammermusik, operaer, instrumentalværker for mange instrumenter etc. Han underviste privat som lærer i komposition (1953-1963) og dirigerede det tjekkiske kor Česká píseň (den tjekkiske sang). Han levede igennem sin karriere som freelancekomponist.

## Udvalgte værker
- Symfoni nr. 1 (1960) - for orkester
- Symfoni nr. 2 (1961) - for orkester
- Symfoni nr. 3 "Hvor er kærlighed" (1965) - for blandet kor og orkester
- Symfoni nr. 4 (1965) - for orkester
- Symfoni nr. 5 (1972) - for sopran og stort orkester
- Symfoni nr. 6 (1991) - for orkester
- Symfoni nr. 7 "Tidens triumf" (2000) - for sopran og orkester
- Lille Symfoni (1995) - for kammerorkester
- 3 Klaverkoncerter (19?, 1984, 1993) - for klaver og orkester
- 2 Violinkoncerter (1956, 1981) - for violin og orkester